# USS Chatelain (DE-149)
La USS Chatelain (DE-149) fu un cacciatorpediniere della classe Edsall costruito per la US Navy durante la seconda guerra mondiale. Operò nell'Atlantico e nel Pacifico per fornire protezione alle navi della Marina americana ed ai convogli contro gli attacchi sottomarini e aerei. Nel corso della guerra fu decorata con cinque battle stars e con la Presidential Unit Citation. Fu chiamata così in memoria di Hubert Paul Chatelain, che fu decorato alla memoria con una Silver Star per le sue azioni valorose prima di essere ucciso durante la battaglia delle isole Santa Cruz il 26 ottobre 1942.
La Chatelain fu varata il 21 aprile 1943 nei cantieri della Steel Corporation di Orange (Texas) ed ebbe come madrina la signora L.T. Chatelain; entrò in servizio il 22 settembre 1943, al comando del capitano di corvetta J.L. Foley, e fu assegnata alla Flotta dell'Atlantico.

## Seconda guerra mondiale - operazioni nel Nordatlantico
Destinata all'importante compito di dare la caccia ai sommergibili tedeschi che operavano nell'Atlantico, la Chatelain scortò due convogli dai porti della costa orientale a Derry e Gibilterra tra il 20 novembre 1943 e il 7 marzo 1944, fu poi incaricata di operare nel gruppo di cacciasommergibili (task group) guidato dalla portaerei di scorta Guadalcanal (CVE-60) e composto dai cacciatorpediniere Flaherty, Pillsbury e Pope.
Durante gli ultimi due anni di guerra, mentre operava con il gruppo della Guadalcanal, affondò due sommergibili tedeschi e ne catturò un terzo

## Affondamento dell'U-515
Il suo primo combattimento avvenne il 9 aprile 1944, mentre il suo gruppo navigava da Casablanca agli Stati Uniti. L'U-515 fu scoperto intercettando le sue trasmissioni radio, allora le navi e gli aerei del task group lo circondarono, la Chatelain, con due bombe di profondità lo costrinse ad emergere. Una volta giunto in superficie, il sommergibile nemico fu preso di mira dal fuoco incrociato di diverse navi e affondato a 34°35' di latitudine Nord. e 19°18' di longitudine Ovest.

## Cattura dell'U-505
La Chatelain si distinse nel realizzare una delle azioni più fortunate della guerra: la cattura di un U-Boot tedesco intatto. Il 4 giugno 1944, a circa 150 miglia a ovest di Capo Blanco (Africa Occidentale), il suo sonar scoprì l'U-505 e lanciò una raffica di porcospini sull'U-Boot. Successivamente attaccò con bombe di profondità che danneggiarono lo scafo esterno del sommergibile, costringendolo all'emersione. Dopo che il suo equipaggio si mise in salvo lanciandosi in mare, gli americani riuscirono a catturare il loro primo sommergibile tedesco, obiettivo che la task group perseguiva da parecchi mesi. Fu la prima cattura di una nave nemica in alto mare da parte della Marina degli Stati Uniti dopo il 1815.
La task group Guadalcanal ricevette la Presidential Unit Citation, per il completo successo ottenuto con la cattura del sommergibile e con la pronta riparazione dei suoi danni che poi consentì di rimorchiarlo per circa 2500 miglia fino alle Bermuda. La cattura del sommergibile fu utilissima per scoprire tutti i segreti degli U-Boot. L'U-505 fu conservato e oggi è esposto al Museo della scienza e dell'industria (MSI - Museum of Science and Industry) di Chicago.

## Affondamento dell'U-546
Il 24 aprile 1945, in una delle ultime azioni antisommergibili della guerra in Atlantico, la Chatelain iniziò una caccia di 12 ore all'U-546, che aveva appena silurato l'USS Frederick C. Davis. A lei dopo si unirono altre otto navi, effettuando diversi attacchi, che poi portarono all'affondamento dell'U-Boot a 43° 53' N., 40° 07' W.

## Fine della guerra e disarmo
La Chatelain effettuò ancora diverse missioni di pattugliamento e di scorta ai convogli, fu anche impegnata in esercitazioni aero-navali, svolgendo il compito di difesa antiaerea, fino al 20 novembre 1945, quando fu mandata nel porto di Charleston, dopo fu messa fuori servizio e posta in riserva il 14 giugno 1946. Fu venduta per la demolizione l'11 giugno 1974 alla Union Minerals and Alloy Corporation di New York per 51.122 dollari.

## Decorazioni
La Chatelain ricevette la Presidential Unit Citation e cinque battle stars per il servizio durante la Seconda guerra mondiale